# 鈴木光三
鈴木光三は、仙台市公園課長、仙台市野草園初代主任を歴任した日本の造園家。戦前期は宮内省(現宮内庁)に所属し皇居吹上御苑の植栽や園芸の仕事をしていた公園の専門家。1980年第６回日本公園緑地協会北村賞受賞。
共訳書に『植物の無機栄養 - 実験植物栄養学入門』（ E.J.ヒュイット / TA.スミス 共著  理工学社）がある。